# Pseudovidenskabelige teorier om nordisk religion
 Der er for få eller ingen kildehenvisninger i denne artikel, hvilket er et problem. Du kan hjælpe ved at angive troværdige kilder til de påstande, som fremføres i artiklen.

Pseudovidenskabelige teorier om nordisk religion om guder, myter og andre religiøse forhold relateret til nordisk religion afvises af den etablerede videnskab.[kilde mangler]

## Baggrund
I det 17. århundrede var det euhemistiske historiesyn udbredt, og det historiske grundlag for myterne blev genstand for studier. De svenske historikere Olof Verelius og Johan Peringskiöld fremførte fx at Odin byggede på et historiske forbillede, som de gav navnet Sigge Fridulfsson.

## Thor Heyerdahl
Ideen om et virkeligt forbillede for de mytologiske væsner er taget op af Thor Heyerdahl,derhar fremsat en kontroversiel teori om at Odins oprindelse historisk kan spores til området nord for Sortehavet. Denne teori er afvist som pseudovidenskab[kilde mangler]. Den bygger især på en beskrivelse af Odins herkomst, historie og slægt fra 13. århundrede e.Kr. hos Snorri Sturluson. Thor Heyerdahl beretter, at Odin var hærfører (høvding) fra området omkring floden Dons udmunding i Azovske hav (i den nordøstlige del af Sortehavet). Herfra flygtede Odin med sit folk under pres fra romerske invasionsstyrker omkring 63 f.Kr. Hans folk (aserne og vanerne) bosatte sig i Skandinavien (den nordlige verden) og underlagde sig store dele heraf. Odin rejste videre til Sigtuna, Sverige (lille Svitjod), hvor han døde af alderdom og sygdom, antagelig omkring år 55 f.Kr.
Ifølge genealogien nedstammer Odin fra kong Priam (Priamos) af Troja (i 26. led). Priamos havde en sønnesøn, der hed Agamemnon (Memnon), der havde en søn ved navn Thor (Trór, Tor, Tur). Det er denne Thor som Odin agtede og blotede til som guddomelig forfader (i 23. led). I dette perspektiv synes der ikke at være hold i myten om, at Thor skulle være Odins søn og medgud i Valhalla. Tværtimod er Odin tilsyneladende 'søn' af Thor.
Odin havde selv adskillige sønner, som han indsatte i de kongedømmer, der blev erobret eller etableret i den nordlige verden.
I Danmark indsattes f.eks. Skjold som konge over Reidgotaland  (Jylland), måske med hjemsted i Hedeby. Folkesagnet (via Saxo) siger imidlertid, at Skjold var konge over Sjælland med hjemsted i Lejre.
Den tidligste danske kongeslægt, Skjoldungerne (Roar, Helge mfl.), siges  at nedstamme fra kong Skjold (evt. via sønnen Fridleif).

## Den sydamerikanske forbindelse
Overguden blandt de tidligst kendte syd- og mellemamerikanske befolkninger (aztekerne og mayaerne) hed Quetzalcoatl. Han ansås som være ankommet via det østlige hav (Atlanterhavet) med stor visdom og civilisation. Quetzalcoatl gik også under andre navne, bl.a. Topiltzin og Hun Nal Ye. I litteraturen ses også navnet Votan forbundet med denne gud. Votan (Wotan) er et af de navne, som Odin gik under.